# Bitllet de banc
|  | Aquest article tracta sobre el bitllet de banc. Vegeu-ne altres significats a «Bitllet». |

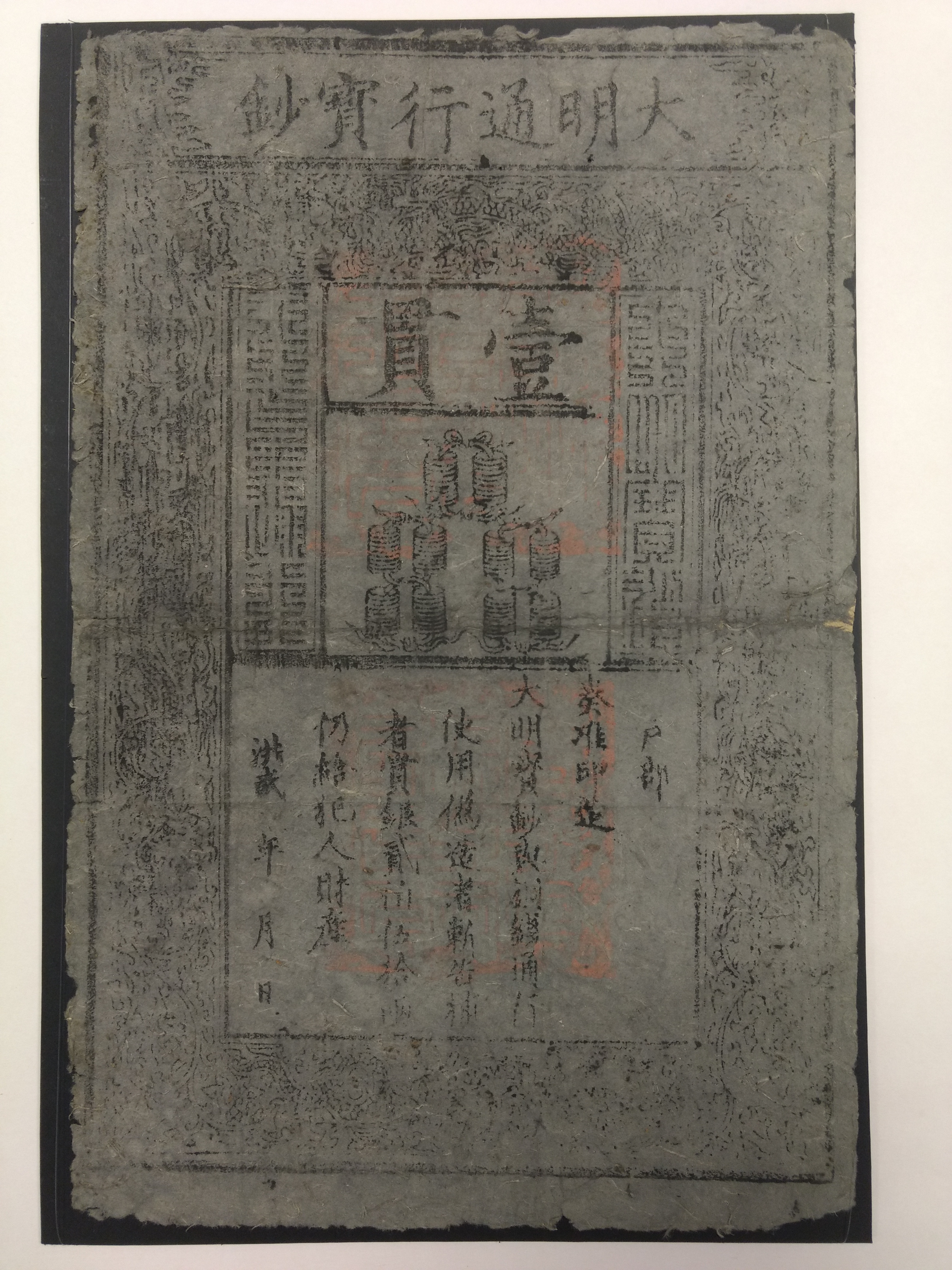
Bitllet més antic conservat. Dinastia Ming, ca. 1375. (Museu de Prehistòria de València).

El bitllet de banc (o paper moneda) és un mitjà de pagament en paper imprès, emès generalment per un banc central, si bé històricament n'ha emès també la banca privada. Juntament amb les monedes, els bitllets conformen el diner en efectiu dels sistemes monetaris moderns. Les monedes s'acostumen a fer servir per als exemplars de menys valor, mentre que els bitllets són per als de més valor nominal; igualment, en la majoria de sistemes monetaris, la moneda de valor més alt val menys que el bitllet de valor nominal més baix. La tècnica típica d'elaboració i estampació dels bitllets de banc és la calcogràfica, especialment en la variant del gravat a l'acer.

## Història
El paper moneda fou introduït pels comerciants de te xinesos durant la dinastia Tang (entre els anys 618 i 907), que duien a terme les grans transaccions amb bitllets per tal d'evitar el transport de monedes metàl·liques. La seva utilització es va estendre durant el segle x, quan l'escassetat de coure va obligar l'emperador de la dinastia Song a emetre jiaozi, els primers bitllets de curs legal. L'administració xinesa va adoptar oficialment els bitllets de banc el 1024. Als bitllets de la dinastia Song s'hi representaven simbòlicament unes monedes.
La primera menció occidental d'una forma de bitllet de banc la va fer Marco Polo al començament del segle xiv. Quan els descobreix a la Xina, escriu: «El Gran Khan fa servir com a moneda escorces d'arbre que semblen cartes» (Llibre de les meravelles del món, capítol XCVI).
Els primers bitllets de banc apareguts a Europa daten de mitjan segle xviii: en destaquen els de la banca de Law, si bé foren precedits molt abans per proto-bitllets com les lletres de canvi. El primer banc que va emetre bitllets fou, el 1661, el Banc d'Estocolm, el precedent del Riksbank o banc central suec. Fins al regnat de Lluís XIV de França, els bitllets eren emesos tan sols per petits creditors, tenien una circulació limitada i no comptaven amb l'autoritat de l'Estat. A partir d'aleshores va començar a ser habitual que els bancs centrals estatals fossin els emissors de moneda en cada país, tot i que els bitllets emesos per bancs privats encara són d'ús actualment a Escòcia, Irlanda del Nord i Hong Kong.

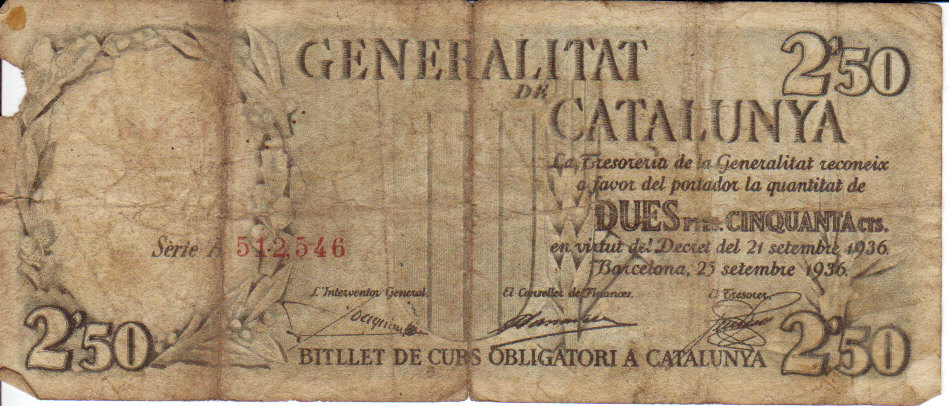
Bitllet emès per la Generalitat de Catalunya el 1936

Als Països Catalans, les autoritats franceses de Barcelona van emetre assignats imperials de 100 pessetes els anys 1813 i 1814. Més endavant, el Banc de Barcelona va posar en circulació bitllets per valor de 5 a 250 pesos fuertes de 1844 a 1868; altres bancs locals com el de Reus, el Balear i el de Tarragona també van fer emissions de rals en aquella època. Més endavant, un cop creat el Banc d'Espanya (1856), diverses societats de crèdit van emetre obligacions al portador, acceptades com a paper moneda. La Generalitat de Catalunya i diversos ajuntaments van emetre els seus propis bitllets de cèntims i pessetes durant la guerra civil espanyola (1936-1939), a causa de l'escassetat de monedes de poc valor nominal.
El 1992 es va crear un sistema de bitllets a Espanya. El Banc d'Espanya col·laborà amb la Bundesdruckerei. L'artista gràfic de l'esborrany fou Reinhold Gerstetter i la realització definitiva la va fer la Fàbrica Nacional de Moneda i Timbre.
Amb la introducció de l'euro, la primera sèrie de bitllets en aquesta moneda es va emetre originalment el 2002. Composta per set denominacions: 5,10, 20, 50, 100, 200 i 500 euros. Han estat de curs legal i mantenen la seva validesa per temps indefinida tot i que es van substituir progressivament pels de la segona sèrie anomenada Europa. Aquesta nova sèrie es va introduir per assegurar una protecció més elevada davant la falsificació, així com per assegurar-ne la durabilitat. El nom d'Europa es deu al fet que inclouen un retrat del personatge de la mitologia grega Europa a l'holograma i la marca d'aigua. La sèrie Europa es compon de sis denominacions, 5,10, 20, 50, 100 i 200 euros que es van introduir gradualment, els primers es van posar en circulació el 2013 i es va completar el 2019 amb l'emissió dels nous bitllets de 100 i 200 euros. El bitllet de 500 euros ja no es va incloure en la sèrie Europa i es va deixar d'emetre l'abril del 2019.

## Emissió de bitllets

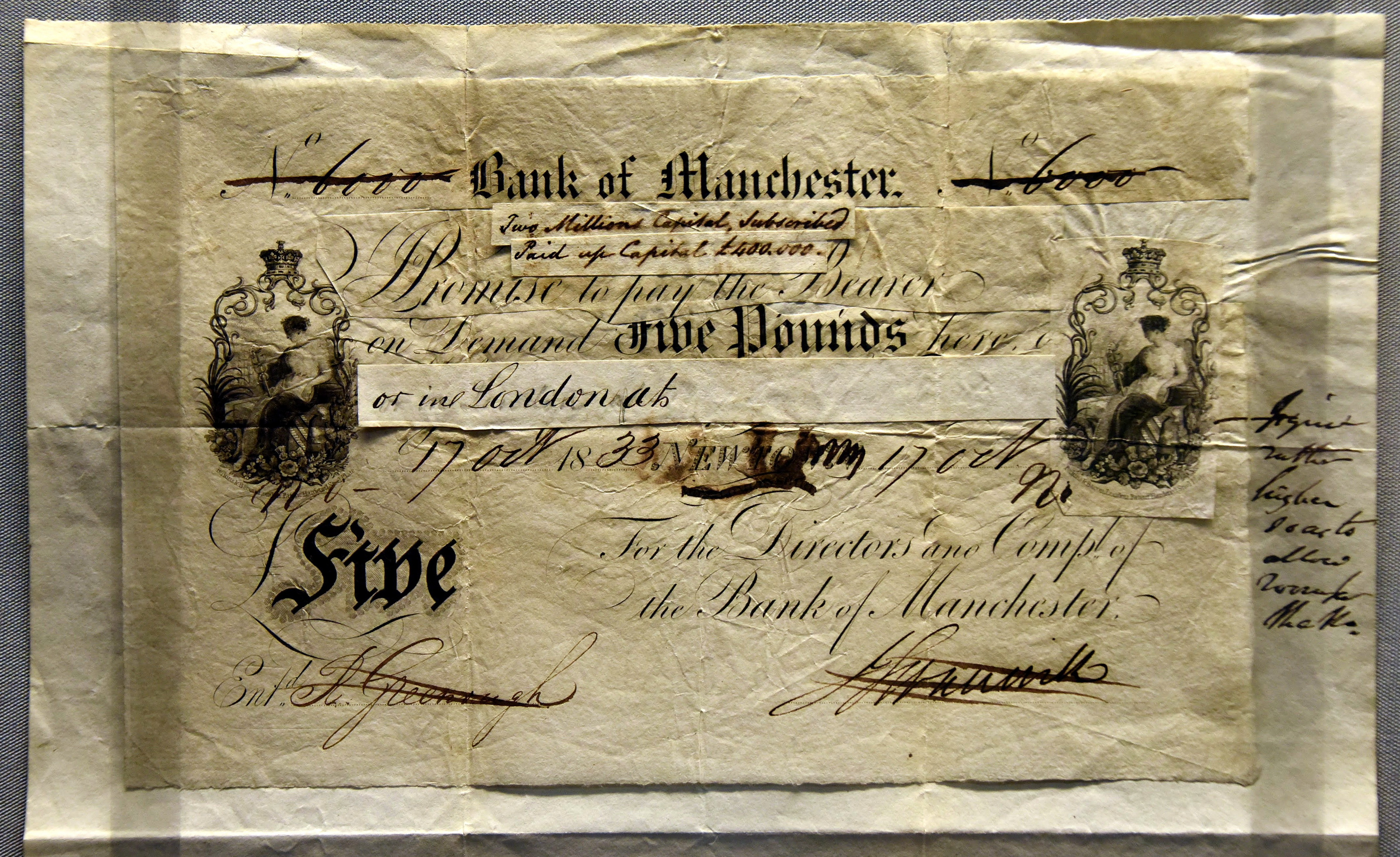
Collage per al disseny d'un bitllet de banc amb anotacions i afegits per mostrar els canvis proposats (figura més alta per deixar espai per al número), Banc de Manchester, Regne Unit, 1833. Exposat al Museu Britànic de Londres.

Avui dia, un banc central o un tresor públic sol ser l'únic responsable de l'emissió de bitllets en un Estat o una unió monetària. Tot i això, no sempre és així, i històricament el paper moneda dels països solia ser gestionat íntegrament per bancs privats. Així, doncs, en un país determinat poden haver emès bitllets molts bancs o institucions diferents. Els bancs comercials dels Estats Units havien emès bitllets legalment abans que existís una moneda nacional; tanmateix, aquests van passar a estar subjectes a l'autorització del govern entre 1863 i 1932. En l'última d'aquestes sèries, el banc emissor estampava el nom i la promesa de pagament, juntament amb les firmes del seu president i caixer en un bitllet preimprès. Aleshores, els bitllets tenien un aspecte estandarditzat i no es diferenciaven gaire dels bitllets de la Reserva Federal (Bitllets de dòlar nord-americà).
En un petit nombre de països, l'emissió privada de bitllets continua encara avui. Per exemple, en virtut de la complexa configuració constitucional del Regne Unit, alguns bancs comercials de dos dels quatre països constituents de l'Estat (Escòcia i Irlanda del Nord) segueixen imprimint els seus propis bitllets per a la circulació nacional, encara que no siguin diners fiduciaris ni estiguin declarats per llei de curs legal enlloc. El banc central del Regne Unit, el Banc d'Anglaterra, imprimeix bitllets de curs legal a Anglaterra i Gal·les; aquests bitllets també es poden utilitzar com a diners (però no són de curs legal) a la resta del Regne Unit.
En les dues Regions Administratives Especials de la República Popular Xina, els acords són similars als del Regne Unit. A Hong Kong, tres bancs comercials estan autoritzats a emetre bitllets en dòlars de Hong Kong, A Macau, els bitllets de la pataca són emesos per dos bancs comercials diferents.
A Luxemburg, el Banque Internationale à Luxembourg estava autoritzat a emetre els seus propis bitllets en francs luxemburguesos fins a la introducció de l'euro el 1999.
A més dels emissors comercials, altres organitzacions poden tenir facultats per emetre bitllets; per exemple, fins a 2002 el dòlar de Singapur era emès per la Junta de Comissaris de Moneda de Singapur, un organisme governamental que posteriorment va ser absorbit per l'Autoritat Monetària de Singapur.
Com en qualsevol impressió, també hi ha la possibilitat que els bitllets tinguin errors d'impressió. En el cas dels bitllets nord-americans, aquests errors poden incloure errors de trencament del motlle, errors de plegat en papallona, errors de tall, errors de doble denominació, errors de plegat i errors de desalineació.

## Material
Al llarg de la història s'han utilitzat diversos materials, a part del paper, per fabricar bitllets. Aquí s'hi inclouen diverses fibres tèxtils (fins i tot la seda) o bé el cuir, especialment en èpoques d'escassetat o hiperinflació; se'n van arribar a imprimir al damunt de fusta i de cartes de joc.
D'ençà del segle xix, els bitllets de banc s'imprimeixen sobre un paper cuixé fi, molt resistent a l'envelliment i a les manipulacions, fet exclusivament de pasta de teixit de cotó que ha estat objecte d'un refinatge molt intens; aquest paper no està encolat sinó recobert de gelatina, i després es posa a assecar a l'aire, abans de passar pel procés del calandratge, mitjançant un sistema de corrons que allisen i abrillanten el paper.

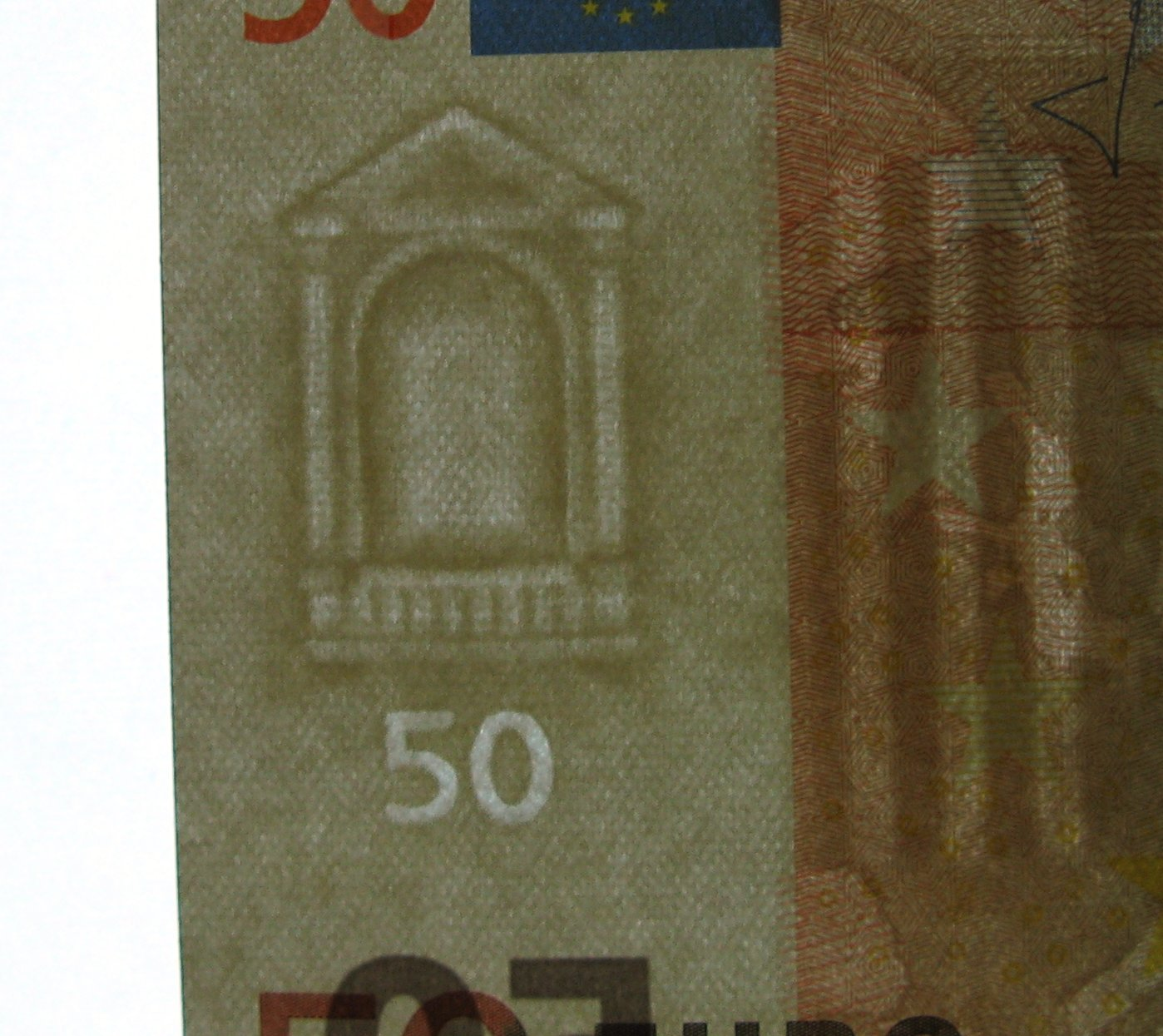
Marca a l'aigua del bitllet de 50 euros

Els bitllets porten tradicionalment com a tret distintiu una filigrana o marca a l'aigua que es veu per transparència, aconseguida mitjançant una disminució de la quantitat de fibres en un indret determinat del paper. Aquest i altres mètodes (l'ús d'emblanquidors òptics, relleus o tinta òpticament variable, o fins i tot hologrames) s'utilitzen per dificultar-ne la falsificació.
Les autoritats monetàries estan canviant la matèria primera dels bitllets i els fabriquen amb polímers (com ara el polipropilè), encara més resistents que el paper i més difícils de falsificar. El 2008, eren cinc els estats que tenien tots els seus bitllets fets de polímer: Austràlia, Brunei, Nova Zelanda, Romania i el Vietnam. Una desena més en tenen també alguns en circulació.

## Falsificació

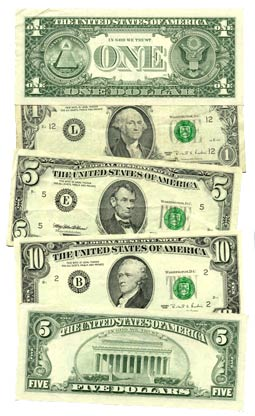
Bitllets de dòlar estatunidencs.

Si bé la falsificació de monedes d'or i plata era menys rendible perquè el valor del metall constituïa la part essencial del seu valor, els bitllets no deixen de ser simplement paper i, per tant, resulten peces atractives per al frau , per la qual cosa els bancs els doten d'una sèrie de mesures de seguretat. Els bitllets actuals s'elaboren amb paper especial fet de fibres allargades de cotó i amb tècniques d'impressió complexes, com la marca a l'aigua, els hologrames i la tinta invisible, per evitar la falsificació.
Sovint, la composició del paper inclou lli, cotó o altres fibres tèxtils.
Alguns països, com ara Austràlia, Mèxic, Brasil, Paraguai, Xile, Guatemala, Nova Zelanda i Hong Kong, produeixen bitllets de polímer per augmentar la seva resistència al llarg del seu ús i per permetre la inclusió d'una finestreta transparent d'uns pocs mil·límetres. Fins i tot s'han inserit diferents classes de hologrames, mesures de seguretat molt difícils de reproduir amb tècniques normals d'impressió.
Generalment, a més de la falsificació, també es pena l'alteració o l'marcat dels bitllets.

### Mesures de seguretat
Per evitar falsificacions, s'utilitzen diferents mesures de seguretat:
- Marca d'aigua o filigrana: el paper té una o més imatges formades per diferències de gruixos que es veuen al trasllum.
- Abrillantador: s'usa paper sense abrillantadors òptics —d'aquesta manera no es pot falsificar usant paper comú— o s'empra només en una regió. Això es pot detectar amb una font de llum ultraviolada.
- Relleus: el paper té relleu en diferents parts.
- Tinta òpticament variable (OVI): és una tinta que canvia de color segons l'angle de l'observador i la incidència de la llum.

## Xifrat de moneda intel·ligent dinàmic
El xifrat de moneda intel·ligent dinàmic o Dynamic Intelligent Currency Encryption (DICE) és una tecnologia de seguretat introduïda el 2014 per l'empresa britànica EDAQS, que devalua de forma remota els bitllets que són il·legals o han estat robats. La tecnologia es basa en billetes identificables -que poden ser un xip RFID o un codi de barres- i es connecta a un sistema de seguretat digital per verificar la validesa del bitllet. L'empresa afirma que els bitllets són infalsificables i contribueixen a resoldre problemes relacionats amb el efectiu, així com a combatre el crim i el terrorisme. En una altra nota, els beneficis de DICE cobreixen i resolen gairebé tots els problemes relacionats amb l'efectiu que els governs consideren una motivació per a l'abolició progressiva de l'efectiu.